# Dendrobatidae
Dendrobatidae é uma família de anfíbios pertencentes à ordem anura, subordem Neobatrachia.
Os membros deste grupo têm a particularidade de produzirem toxinas potentes que se encontram na sua pele. A espécie com a toxina mais venenosa é a Phyllobates terribilis, que se iguala com o veneno da vespa do mar.
Mais de 100 toxinas foram já identificadas nas secreções cutâneas de membros deste grupo, especialmente no género Dendrobates e Phyllobates. Os membros deste último género produzem uma neurotoxina potente denominada batracotoxina. Apenas 40 microgramas desta substância podem ser fatais.
Algumas tribos indígenas da América do Sul utilizam estas toxinas, colocando na ponta das setas utilizadas em caçadas, daí o nome em inglês poison dart frogs.
Algumas das espécies adquirem a capacidade de produção de toxinas em parte devido a factores alimentares, nomeadamente devido à ingestão de formigas. Estas formigas, por sua vez, alimentam-se de espécies de plantas com propriedade tóxicas.
Vivem de 5 a 12 anos.

## Morfologia
São caracterizados por terem a pele colorida e terem um pequeno tamanho. A cor da pele varia desde o laranja e preto ao azul e amarelo.

## Distribuição
Encontram-se originalmente nas América Central e América do Sul, e uma espécie, (Dendrobates auratus) foi introduzida na ilha de Oahu, no Havaí para controlar a população de pernilongos.

## Subfamílias e géneros
Esta família é alvo constante de estudos filogenéticos e sofre mudanças taxonómicas de maneira frequente. A família Dendrobatidae foi revista taxonomicamente em 2006 e contém 12 géneros, com cerca de 170 espécies.
- Subfamília Colostethinae Cope, 1867
  - Género Ameerega Bauer, 19868)
  - Género Colostethus Cope, 1866
  - Género Epipedobates Myers, 1987
  - Género Silverstoneia Grant, Frost, Caldwell, Gagliardo, Haddad, Kok, Means, Noonan, Schargel, and Wheeler, 2006
- Subfamília Dendrobatinae Cope, 1865
  - Género Adelphobates Grant, Frost, Caldwell, Gagliardo, Haddad, Kok, Means, Noonan, Schargel, and Wheeler, 2006
  - Género Dendrobates Wagler, 1830
  - Género Excidobates Twomey and Brown, 2008
  - Género Minyobates Myers, 1987
  - Género Oophaga Bauer, 1994
  - Género Phyllobates Duméril and Bibron, 1841
  - Género Ranitomeya Bauer, 1986
- Subfamília Hyloxalinae Grant, Frost, Caldwell, Gagliardo, Haddad, Kok, Means, Noonan, Schargel, and Wheeler, 2006
  - Género Hyloxalus Jiménez de la Espada, 1870